# Печь (созвездие)
Печь (лат. Fornax) — тусклое созвездие южного полушария неба. Занимает на небе площадь в 397,5 квадратного градуса, содержит 57 звёзд, видимых невооружённым глазом.

## Условия наблюдения
Наблюдается в южных районах России. Полная видимость на широтах южнее +50°. Лучшие условия наблюдения — ноябрь. Находится к западу от Эридана и северо-востоку от Феникса.

## История
Новое созвездие, предложенное Лакайлем в честь Антуана Лавуазье. Безымянным опубликовано впервые в 1754 году, в 1756 Лакайль предложил название, в 1763 латинизировал его. Первоначальное название «Химическая Печь». В «Уранографии» Иоганна Боде на этом месте находится созвездие «Химический Аппарат» (Apparatus Chemicus), но вариант Боде в дальнейшем не использовался.

## Интересные объекты
Два небольших региона космоса из этого созвездия были изучены в рамках программ Hubble Ultra Deep Field и Hubble Extreme Deep Field. Это позволило получить изображения наиболее удалённых (а значит — и самых старых, так как этот свет был излучён ими соответствующее время назад) из обнаруженных галактик, таких как UDFy-38135539 (13,1 млрд св. лет) и UDFj-39546284 (13,2 млрд св. лет).
В 2015 году открыта внесолнечная планета 2M 0219-39 b, вращающаяся вокруг звезды 2M 0219-39 в созвездии Печь.